# SHUFFLE!
『SHUFFLE!』（シャッフル）は、Navelから2004年1月30日に発売された18禁恋愛アドベンチャーゲームである。

## 概要
Navelのデビュー作である本作品は、他社の作品に埋もれないようにと、制作者の強い意向で「友人との確執といったどろどろした人間関係を排除」「暗い作品が多いので、明るい物語を作る」というコンセプトで制作された。
本作品では神族や魔族といった人間ではないキャラクターが登場するが、主人公がなぜ複数のヒロインから好意を寄せられるかの説明と、人間のキャラクターでは設定しづらい悩み・問題を用意するための舞台装置として機能している。人間のキャラクターも登場するが、それらにもきちんとしたドラマが用意され、「義姉妹として同居しているから」「幼馴染として長く一緒にいるから」というアダルトゲームのストーリーにありがちな短絡的展開とは一線を画するセンスで描かれている。
また、キャラクターの名前の多くが花や植物の名前にちなみ、その花言葉を性格設定やストーリー展開の暗示に用いるという緻密な演出がなされているが、前半はドタバタコメディーの軽いタッチで描かれている。
結果、マンネリ感が言われるようになったアダルトゲーム界に新風を起こし、2004年のアダルトゲーム年間セールスにおいて『Fate/stay night』、『CLANNAD』に次いで3位を記録し、Navelはデビュー作にして人気アダルトゲームブランドに名を連ねるに至った。
2005年7月7日からWOWOW（ノンスクランブル）にてテレビアニメが放送された。
2005年10月20日に角川書店より、新規OPムービー・OPソングと、麻弓＝タイムおよびカレハルート・カレハの妹「ツボミ」が追加されたPlayStation 2版『SHUFFLE! ON THE STAGE』（シャッフル オン ザ ステージ）がCEROレーティング15歳以上対象で発売された。
スピンオフ作品として、ネリネEND後を描いた『Tick! Tack!』、楓END後を描いた『Really? Really!』が発売されている。
2008年5月に『SHUFFLE! ON THE STAGE』のPC移植版である『SHUFFLE! Essence+』（シャッフル エッセンスプラス）の制作が発表され、2009年10月30日に発売された。それまで『SHUFFLE!』シリーズのシナリオを担当していたあごバリアに代わり、森林彬が追加部分のシナリオを担当し、西又葵、鈴平ひろによる新規CGが追加された。他に『Really? Really!』で使用されたCGや立ち絵が複数流用されている。デイジー、瑠璃＝マツリ、エリカの新規キャラクターが追加された。また、『SHUFFLE! ON THE STAGE』の麻弓＝タイム、カレハ、ツボミや『Really? Really!』の八重桜も攻略対象に加わり、総勢10人以上となっている。なお、旧メインヒロイン5名に関しては、シナリオや新規CGがわずかに追加されているだけで、ストーリーに変更はない。
2011年4月28日にはファンディスク『SHUFFLE! Love Rainbow』が発売された。瑠璃＝マツリが攻略対象に加わって新規ルートが描かれるとともに、リシアンサス、キキョウ、楓、プリムラのアフターが描かれている。シリーズは今後も続くと西又葵は語っている。
2018年11月27日にSHUFFLE!15周年プロジェクト第一弾とし新作『SPIRAL!!』が発表された。初代SHUFFLE!から次のステージの「間」と発表されている。パッケージ初回版には初代「SHUFFLE!」が同梱された。
2020年5月29日に『SHUFFLE! エピソード2 神にも悪魔にも狙われている男』が発売。
2025年07月19日、Navel LIVE PARTY『NavPA!!2025』夜の部にてSHUFFLE! Re:new製作決定が発表された。

## 歴史
- 2004年1月30日 - 『SHUFFLE!』Limited Edition発売[6]。
  - 初回限定版特典は特殊仕様パッケージとブックレットイラスト集。パッケージはリシアンサス、ネリネ、芙蓉楓、時雨亜沙、プリムラのメインヒロイン5人。修正差分プログラムがHPで公開。メディアはCD-ROM3枚（以後は全てDVD-ROM1枚）。生産終了。
- 2004年2月27日 - 『SHUFFLE!』Normal Edition発売[6]。
  - 付属特典はオリジナル白玉&黒玉ストラップ。パッケージはメインヒロイン5人だが、デザインは異なる。ゲーム内容に変更無し。生産終了。
- 2004年12月17日 - 『SHUFFLE!』Standard Edition発売[6]。
  - 付属特典無し。パッケージはメインヒロイン5人だが、デザインは異なる。ゲーム内容に変更無し。生産終了。
- 2005年9月16日 - ネリネEND後を描いたスピンオフ作品『Tick! Tack!』発売。
  - セージ、アイ、サイネリアが初登場。
- 2005年10月20日 - PS2版『SHUFFLE! ON THE STAGE』発売[7]。
  - 麻弓＝タイムとカレハがメインヒロインに昇格。ツボミ初登場。パッケージはメインヒロイン7人。
  - DXパックと通常版が同時発売。DXパックの同梱特典は、リシアンサスフィギュア（全高約12センチメートル）、スペシャルCD「SHUFFLE! ON THE STAGE MIX」、オリジナル携帯クリーナー。さらに予約特典として、ネリネフィギュア（全高約12センチメートル）がある。
- 2006年11月24日 - 楓END後を描いたスピンオフ作品『Really? Really!』発売。
  - 八重桜が初登場。
- 2007年7月26日 - PS2版『SHUFFLE! ON THE STAGE』KADOKAWA The Best発売[8]。
  - 付属特典無し。パッケージはリシアンサス、楓、プリムラ、麻弓の4人で西又葵描き下ろし。ゲーム内容に変更無し。
- 2007年11月22日 - 『SHUFFLE!』Anniversary Edition発売[6][9]。
  - 付属特典はオリジナルテレホンカード。パッケージはメインヒロイン5人だが、いずれも西又葵描き下ろし。ゲーム内容に変更無し。生産終了。
- 2009年10月30日 - PS2版のWindows逆移植作品『SHUFFLE! Essence+』Limited Edition発売[10]。
  - 付属特典はスペシャルパッケージとリセプロモーションカード。パッケージはカレハ、八重桜、デイジー、ツボミ、瑠璃＝マツリの5人。『SHUFFLE!』Limited Editionのパッケージに繋がるデザインとなっている。桜、ツボミ、撫子がメインヒロインに昇格。デイジー、瑠璃＝マツリ、エリカが初登場。生産終了。
- 2009年11月27日 - 『SHUFFLE! Essence+』Standard Edition発売。
  - 付属特典無し。パッケージはLimited Editionと同じ5人だが、デザインは異なる。『SHUFFLE!』Standard Editionのパッケージと対になるデザインとなっている。ゲーム内容に変更無し。
- 2011年4月28日 - 『SHUFFLE! Essence+』Anniversary Edition発売。
- 2011年4月28日 - 『SHUFFLE! Essence+』のファンディスク『SHUFFLE! Love Rainbow』発売[11]。
- 2016年10月21日 - Steam版SHUFFLE! が発売されたが、2021年1月31日販売終了した。[12]
- 2019年2月28日 - 初代SHUFFE!から次のステージの「間」となる新作『SPIRAL!!』が発売。
- 2019年5月1日 - 『SHUFFLE! エピソード2』の公式サイトがオープン。
- 2020年5月29日 - 『SHUFFLE! エピソード2 神にも悪魔にも狙われている男』発売。
- 2021年8月27日 - Princess×Princessが発売。

## ストーリー
とある遺跡から発見された二つの扉の「開門」により「神界」「魔界」と総称される二つの異世界が現代の「人間界」へ繋がった。そこは御伽話の存在でしかなかった「魔法」によって支配された世界であり、物理法則で支配された人間界の住人たちに衝撃を与えた。のちに一度は門が閉じるという紆余曲折がありながらも三世界との交流が進められ、最終的には“三世界・三種族共存”という平和的な道を歩むこととなり、それぞれの異世界の住人たちが人間界へと移り住むようになって十年余の歳月が経とうとしていた。
人間・神族・魔族が多く住まう光陽町を舞台に、三種族の少年少女たちが集う学び舎・国立バーベナ学園へと通う「人間の」男子学生の一人、主人公・土見稟は過去に幼くして両親を喪う苦い経験がありながらも、同じ学園内でも一目置かれるような幼馴染の少女と一つ屋根の下で暮らすという、第三者からすれば羨望の眼差しで見られる状況に後ろめたさを感じながら平穏な日常と学園生活を満喫していた。だがそんなささやかな平穏と日常は二人の少女たちとの出会いによって突如として破られてしまう。
稟はいつものように通学し見慣れた教室へ赴くと、新しい転校生がやってきたという話題が生徒たちの間で盛り上がっていた。ホームルームが始まるとそれが現実のものとなり、蒼色と朱色の長髪を靡かせる二人の少女が現れたことで色めき立つクラス一同だったが、続けて「父親」だと名乗る如何にもな風貌をした男と長身で端正な顔立ちをした男が現れるという予想外な展開に一瞬にしてざわめきへと変わった。彼らはそれぞれ『神王』と『魔王』であると自ら明かし、転校生は神界と魔界のプリンセスであると宣言する。その発言に衝撃が走るクラスであったが、当の本人たちはその様子を全く気に留めようとせずさらに追い討ちをかけるように言葉を続けた。「娘たちは幼い頃に土見稟という少年と出会い、以来ずっと慕い続けてきた。彼は二人の許婚候補に選ばれ、そのどちらかの娘を選んでくれた暁には次期王としよう」と。
一部始終を目のあたりにした稟は今までの平穏と日常は崩壊したのだと悟り､内心で今後の出来事に期待と不安を抱きながら波乱万丈に満ちた物語の幕が上がるのであった。

## ゲームシステム
ゲームは6月14日よりスタートし、ゲーム内期間は約3か月である。選択肢によってヒロインの好感度が上がり、7月中旬時点で好感度のもっとも高いヒロインのルートに入る。ルートに入ると、日付切り替え時にヒロインが出るようになる。
『SHUFFLE!』にて初回から攻略が可能なのはリシアンサス、ネリネ、楓、亜沙。プリムラのみ、ネリネルート終了が攻略条件となっている。また選択によってはどのヒロインともフラグが立たないときがあるが、本作にBAD ENDはなく、そのまま楓ルートに入る。これは、彼女のシナリオがBAD ENDのない本作の救済シナリオという扱いになっているからである。
『SHUFFLE！ ON THE STAGE』でメインヒロインに追加されたカレハと麻弓については、初回からの攻略が可能である。新たに追加されたキキョウルートについては、リシアンサスルートの終了が条件となっている。
『SHUFFLE！Essence+』では、リシアンサス、ネリネ、楓、亜沙、プリムラ、キキョウについては今までと同様の攻略条件である。麻弓と桜は楓ルート、カレハは亜沙ルート、撫子は楓及び亜沙ルート、ツボミはカレハルート終了が攻略の条件となっている。デイジーは全ヒロインルートの終了が条件であり、シナリオの内容などから本作品における最終ルートという位置づけになっている。

## 舞台、世界観
ゲームで語られている内容をまとめているが、一部『Tick! Tack!』『Really? Really!』で判明した内容も含んでいる。神界と魔界の関係など、『SHUFFLE! Essence+』や続編である『SHUFFLE！エピソード2』で新たに加えられた設定もある。
神界（しんかい）
神族が住む、「魔法」によって支配された世界。王政で、現在の神王はユーストマ。貴族階級が存在する。魔法が発達しているため、科学については遅れている。
神族の外見は人間とほとんど変わらないが、長い耳が特徴である。神族は魔力を持っており、魔法を使うことができる。魔法は攻撃系よりも回復系のほうが得意とするものが多い。魔力の大きさや使える魔法は、その人の能力により異なっている。神王の配下には修繕魔法部隊が存在し、建物が全壊しても元通りにすることができる。言葉は人間と異なるが、テレパシー系の翻訳呪文で通じる。
神族は元々女性が中心であった。現在でも男性は全体の3割程度と少ないこともあり、一夫多妻制である。神界に籍を移し、神界で結婚式を挙げれば、神族でなくても複数の妻を持つことができる。そのためか神界では、一人の男の人を好きになった女の子は友達同士になり、喧嘩することは滅多にない。また神族にとって、キスは死ぬまで一緒にいる人に捧げるという誓約である。
魔界（まかい）
魔族や魔物が住む、「魔法」によって支配された世界。王政で、現在の魔王はフォーベシイ。貴族階級が存在する。魔法が発達しているため、科学については遅れている。一夫一妻制。
魔族の外見は人間とほとんど変わらないが、神族よりさらに長くとがった耳が特徴である。魔族は魔力を持っており、魔法を使うことができる。魔法は回復系よりも攻撃系の方が得意とするものが多い。魔力の大きさや使える魔法は、その人の能力により異なっている。言葉は人間と異なるが、テレパシー系の翻訳呪文で通じる。
魔界は三世界の中でもっとも自然が多く残されている。星空はあるが、人間界とは全く違っている。また日付こそ異なるが、一日や時間の概念は人間界と同じである（神界も同様と思われるが、それを示唆する記述は今のところない）。また、続編であるエピソード2の木下きららの説明によれば、開門の際に醤油などの人間界の調味料も魔界へ輸入され、魔族好みの味（醤油の場合はやや甘口）にアレンジされて普及している。
人間界（にんげんかい）
人間（人族〈ひとぞく・じんぞく〉と記述されている箇所もある）が住む、「物理法則」によって支配された世界。人間界（人界〈じんかい〉と記述されている箇所もある）を統一する「王」は存在しない。人間は魔力をほとんど持ち合わせておらず、「魔法」を使うことはできない。ただし10年前の「開門」以降に「錬金術」が発生し、魔法具と呼ばれる道具を使うことによって魔法に似た効果の術を使う事が可能になった。また「魔法」や「錬金術」に関する新しい法律も施行された。地域によっても異なるが、基本的には一夫一妻制。
門（もん）
人間界と神界・魔界をつなぐ巨大な門。古くからある遺跡であり、誰が作ったのかは不明。神族と魔族の共同研究により10年前に開かれ、三世界がつながった。この出来事を「開門」と呼ぶ。10年前の「開門」は実験段階であったため限界に達し、3年後に1度閉じられた。そして昨年の12月、門は再び開き、三世界は恒久的に繋がった。
三世界の関係（さんせかいのかんけい）
かつて神族と魔族は戦争を繰り返したこともあり、住む世界を分断して最低限の交流しか持たなかった。しかし神王ユーストマと魔王フォーベシイは即位前から友人同士として付き合っていた。そしてユーストマと、フォーベシイの妹サイネリアが結婚した1年後、神界と魔界は平和条約を結んだ。しかし神族と魔族の結婚は、ユーストマとサイネリア以後、一度も受理されていない。
「開門」まで人間は神界・魔界の存在や「魔法」を知らなかった。ただし、時空間の歪曲に巻き込まれ、人間が他世界へ行くことは昔からあった。いわゆる「神隠し」である。
「開門」後、「三世界平和協定」が結ばれた。全種族平等であり、どの種族も今いる世界の法律に従う必要がある。
続編に当たるエピソード2のヒロインのリシアが主人公の相生頼人に語った内容によれば、三世界の交流が進んだことで、魔界育ちの人間や神界育ちの魔族など新たなルーツを持つ者が増えるなど、多様化・国際化が進む反面で、一部の人間が魔族や神族を対等ではなく人間より優れた存在として認識して必要以上に崇拝したり、彼らに対しコンプレックスを持ってしまったり、さらに効率的な労働力とみなす者もいるなど、必ずしも良い方向へ向かっているとは言い切れない状況にあり、文化の画一化を危惧して交流を最小限にすべきと唱える閉門主義者も一部存在している。
国立バーベナ学園（こくりつバーベナがくえん）
人間・神族・魔族が同じ場所で勉学に励むことを目的として、5年前に新しく作られた。通常の授業の他に、魔法についての知識や制御法を教える「魔法学」を教えている。また「世界史」では三世界の歴史について教えている。似たような学園は他の地域でも作られているが、最初に作られたのはバーベナであり、他学園のモデルともなっている。制服のデザインは全国的に人気が高い。国家予算をふんだんにつぎ込んだこともあり、敷地は広く、設備は新しい。
その一方で、未だに校内に焼却炉があり、体操服もブルマタイプを採用しているなど、旧態依然とした所がある。また本編の麻弓の話によれば多額の予算を注ぎ込んでいるにもかかわらず、プールに屋根は無く、梅雨の時期と被る6月や期末試験のある7月を避け、夏休みに入ってから（つまり8月）プール開きが行われる。その際の水着は自由。屋上は開放されており、学食の施設はかなり立派なものである。
現在の種族の割合は人間12：神族4：魔族3：ハーフ1。光陽町駅から徒歩15分程度の位置にある。芙蓉家は学園から徒歩15分のところにある。アニメでは学園はやや山側に位置している。
『SHUFFLE! Essence+』にて、敷地内に他の世界からの留学生を受け入れるための寮施設があることと、神界・魔界から年に5人だけ選出される奨学生制度があることが明らかになった。また、エピソード2の本編での解説によれば、40年後に発生した「大崩壊」では被害を免れ、その後魔法で建物が丸ごと光陽町から金剛町という名前の別の地方都市に移築されたことが明らかにされている。
校舎は、埼玉県の開智高校（今は中高一貫部）がモデルである。
名前は、花のバーベナから取られている。赤いバーベナの花言葉は「一致団結」「魔力」。
光陽町（こうようちょう）
稟たちが住む某県の町。町の中心地にある商店街は、5年前のバーベナ学園設立時、若者向けのショッピングゾーンとして整備された。通称木漏れ日通りと呼ばれる。雑誌で特集されるほど人気があり、休日は遠くから来る若者も多い。
稟たちが通っていた光陽学園（道路向かいには付属もある）、住宅街の外れにあり芝生と噴水を敷設した光陽公園、住宅街にあるブランコと砂場だけの緑公園などがある。
「町」の上に「市」が付くかどうかは不明。アニメ版では蒼空市光陽町となっている。
駅前は東京都立川市がモデル。光陽町駅のデザインは札幌駅（南口）がモデル、街の作りも北海道札幌市がモデルである。
名前は太陽の光を意味する「陽光」を入れ替えたもの。陽光は植物が生長するのに必要である。
喫茶フローラ
本作で何度か登場する喫茶店。木漏れ日通りの一角に位置する。カレハのバイト先でもある。かなり可愛いらしく、露出度がやや高めのデザインの制服を採用している。名前の由来は花の女神とされるフローラから。
シルキー
本作で登場するゲームセンター。商店街の中程に位置する。『SHUFFLE！Essence +』で外観と店名が明らかになった。デイジーのバイト先でもある。女性店員の制服はメイド服タイプの物を採用している。稟とプリムラが最初に出逢った場所でもあるが、アニメと本作では出逢った場所が異なる（本作では店頭・アニメ第2話では店内）。名前の由来は綿の英語訳のSilkから。
いなりや
町内にあるスーパーマーケット。稟とリシアンサスが再会した場所。本作では木漏れ日通りの一角に位置しているが、アニメ第一話では位置は不明。アニメ版ではいわゆるロードサイド店舗の形態に近い平屋の建物で、やや広めの駐車場がある。
私立ストレリチア女学院（しりつストレリチアじょがくいん）
プロの技術者を招いての実践的な授業が特徴である名門校。全国から受験希望者が集まり、倍率も高い。ただし寮施設はない。光陽町からは電車で約30分のところにある。
名前のストレリチアは、ゴクラクチョウカ属の学名のカタカナ表記である。花言葉は「万能」「おしゃれな恋」「輝かしい未来」。

## スタッフ
『SHUFFLE!』はSH、『SHUFFLE! ON THE STAGE』はPS2、『SHUFFLE! Essence+』はSHESと記す。記載なき場合は3作共通。
- 企画
  - あごバリア[15]（SH、PS2）
  - 森林彬 (SHES)
- キャラクターデザイン・原画
  - 西又葵（リシアンサス、楓、プリムラ、麻弓、桜、デイジー、マツリ、エリカ、紅葉他）
  - 鈴平ひろ（ネリネ、亜沙、カレハ、撫子、ツボミ、セージ、サイネリア、男性キャラ全般）
- シナリオ
  - あごバリア（SH、PS2） / Long Cube (SH)
  - 森林彬 / 原作Navel (SHES)
- 背景美術・CG監修
  - 斉藤陽子
- スクリプト
  - 王雀孫 (SH)
  - 移植部：尾上尚志 / オリジナル：王雀孫 (PS2)
  - 森林彬 (SHES)
- プログラム
  - ひろし (SH)
  - 移植部：渡邊義高、荒木毅、山下哲生 / オリジナル：ひろし (PS2)
  - Ellefin (SHES)
- 音楽
  - NACHTMUSIK（アッチョリケ、内藤侑史、山田和裕、coldhand） (SH)
  - アッチョリケ、NACHTMUSIK (PS2)
  - アッチョリケ (SHES)
- オープニングムービー
  - tsukune. (Iris motion graphics) (SH)
  - XERO (PS2)
  - feat.works (SHES)
- タイトルデザイン
  - AlAi (SH)

## 主題歌
『SHUFFLE!』はSH、『SHUFFLE! ON THE STAGE』はPS2、『SHUFFLE! Essence+』はSHESと記す。記載なき場合は3作共通。
- オープニングテーマ
  - 「Mirage Lullaby」 (SH)
    - 作詞：AlAi、作曲・編曲：アッチョリケ、歌：YURIA

  - 「ORIGINAL!」 (PS2)
    - 作詞：AlAi、作曲：アッチョリケ、編曲：chokix、歌：YURIA

  - 「Link-age」 (SHES)
    - 作詞：西又葵、作曲：アッチョリケ、編曲：ms-jacky、歌：YURIA
- エンディングテーマ
  - 「SCRAMBLE!」 (SH、PS2)
    - 作詞：AlAi、作曲・編曲：山田和裕 (SH) / NACHTMUSIK (PS2)、歌：YURIA

  - 「Selection.」 (SHES)
    - 作詞：西又葵、作曲：アッチョリケ、編曲：田辺トシノ、歌：橋本みゆき

  - 「Summer Again」 (SHES)
    - 作詞：西又葵、作曲：アッチョリケ、編曲：宮崎京一、歌：YURIA
- 挿入歌（ネリネED曲）
  - 「In the Sky」
    - 作詞：AlAi、作曲：内藤侑史 (SH、SHES) / NACHTMUSIK (PS2)、編曲：内藤侑史・広瀬充寿 (SH、SHES) / NACHTMUSIX (PS2)、歌：橋本みゆき

## アフターストーリー

### Tick! Tack!
2005年9月16日発売。元々は本作品全体に対するファンディスクとして企画されたが、分量が単独企画並みになったため1本の独立した作品としてリリースされた。ネリネとのその後を描いた作品で、ネリネや魔王に関する過去が一部明かされている。

### Really? Really!
2006年11月24日発売。アフターストーリーの第二弾。楓とのその後を描いた作品。『Tick! Tack!』と同時期に発表された『俺たちに翼はない』より先に発売された。楓の過去や両親などについて触れられている。
発売前は、おぼろげながら好評であれば、他ヒロインのアフターストーリーも出すとしていたが、のちに『コンプセレクションズ Vol.1 Really? Really!』と『Really? Really! ORIGINAL SOUND TRACK』のスタッフインタビューで、本作をもって『SHUFFLE!』シリーズを完結させるとシナリオライターのあごバリアは発言している。
ただし原画を担当した西又葵は、今後も『SHUFFLE!』関連を出していきたいと『Really? Really! Visual Fan Book』で語っていた。

### SHUFFLE! Love Rainbow
2011年4月28日発売。『SHUFFLE! Essence+』のファンディスクとして制作された。リシアンサス・キキョウとのその後、楓『Really? Really!』エンド後、プリムラのエンド後とともに、瑠璃＝マツリの攻略ルートが新規に作られた。

### SPIRAL!!
初代SHUFFE!から次のステージの「間」となる新作『SPIRAL!!』が2019年2月28日に発売。

### SHUFFLE!エピソード2 神にも悪魔にも狙われる男
2020年5月29日発売。本作発表から15周年を記念した完全新作。プリムラなど本作の登場人物も登場するほか、国立バーベナ学園が引き続き舞台になる。ただし舞台は光陽町ではなく金剛町という地方都市であり、時代設定も本作からかなりの年月（公式サイトのプリムラのサンプルボイスによれば少なくとも百年）が経過している。

### Princess Princess
『SHUFFLE! Essence+』のソフマップ予約特典である「特典ゲーム」にて予告されたスピンオフ第三弾。稟がリシアンサス・キキョウと結ばれて約1年が経った夏休み、3人が神界へ行ったときに大きな事件に巻き込まれるというストーリー。2021年1月27日に『SHUFFLE!』関連作品として『Princess×Princess』のティザーサイトが開設された。2021年8月27日発売。

## CD

### ドラマCD
ランティスより発売。各ヒロインのサイドストーリー、イメージソングを収録。
- 『SHUFFLE!』ドラマシリーズ
  - 緑川光が土見稟を演じるのは本シリーズのみ、他の声優はPS2・アニメ版に同じ

  1. FILE.01 リシアンサス <LACA-5282> 2004年5月26日発売（作中で「ファイルゼロ番 リシアンサス」と聞こえるが、「ファイルゼロワン リシアンサス」である。）
  2. FILE.02 ネリネ <LACA-5291> 2004年6月23日発売
  3. FILE.03 芙蓉楓 <LACA-5296> 2004年7月22日発売
  4. FILE.04 時雨亜沙 <LACA-5308> 2004年8月25日発売
  5. FILE.05 プリムラ <LACA-5314> 2004年9月23日発売

- 『シャッフル ! オン・ザ・ステージ』CDドラマ
  - vol.01 麻弓＝タイム <LACA-5485> 2006年2月22日発売
  - vol.02 カレハ <LACA-5519> 2006年5月24日発売

Navelより発売。
- Navel Drama CD 〜Episodes Mix〜
  - 2005年12月のコミックマーケット69で発売。2枚組で『Soul Link』と、『SHUFFLE!』&『Tick! Tack!』のサイドストーリーの計2本を収録。後にDreamParty等のイベントでも発売されている。

- SHUFFLE! ESSENCE+ -LOVERS FRAGMENT-
  - 『SHUFFLE! Essence+』のソフマップ、メッセサンオー、げっちゅ屋における予約特典ディスクだった3枚をまとめたドラマCD。2010年5月3日のDreamParty東京2010春で発売。各ヒロインが、稟と恋仲になったこうなるかも……という願望を語っている。攻略キャラクターだけでなく、セージやサイネリア、時雨亜麻、ラジカルモミジのパートもある。

### 音楽CD・ボーカルCD
ランティスより発売。
『SHUFFLE!』 オリジナルサウンドトラック
<LACA-9035〜6> 2004年2月25日発売。PCゲーム版の全BGM、OP・ED・挿入歌のハーフ/フルコーラス版、及びOPのリミックス版5バージョンを収録。
シャッフルタイム
<LACA-5325> 2004年10月27日発売。『SHUFFLE!』ドラマシリーズ に収録されているキャラクターイメージソングのフルコーラス版とサブキャラクターのイメージソングを収録。
RAINBOWREMIX
<LACA-5399> 2005年6月22日発売。PC版OP曲「Mirage Lullaby」のリミックス版11バージョンとPC収録バージョンの計12曲を収録。
RE-MIX ALBUM COMPOSITION ELEVEN
<LACA-5456> 2005年12月21日発売。PS2版OP曲「ORIGINAL!」のリミックス版11バージョンを収録。
「シャッフル! オン・ザ・ステージ」キャラクターボーカルアルバム
<LACA-5497> 2006年3月24日発売。キャラクターイメージソングを収録。
Link-age
『SHUFFLE! Essence+』OPを収録したマキシシングル。歌：YURIA、2009年11月25日発売。 品番：LACM-4682
バナナジュースカンパニーより発売。企画：モモアンドグレープスカンパニー。
『SHUFFLE!』パーフェクトアレンジアルバム
<BJCA-0002> 2005年1月26日発売。PC版OP曲「Mirage Lullaby」、PC版挿入歌「In the Sky」の原田まり子によるボーカルアレンジなどのアレンジソングを収録。2枚組。
Navelより発売
SHUFFLE! Essence+オリジナルサウンドトラック
2010年12月29日、 コミックマーケット79にて発売。『SHUFFLE! Essence+』の追加楽曲を収録。

## 漫画
- 『SHUFFLE! -DAYS IN THE BLOOM-』（角川書店 角川コミックス・エース） ※一般作品
  1. 2004年7月8日発売 ISBN 4-04-713637-9
  2. 2004年12月7日発売 ISBN 4-04-713686-7
  3. 2005年7月8日発売 ISBN 4-04-713734-0
  4. 2005年12月10日発売 ISBN 4-04-713776-6
  5. 2006年8月10日発売 ISBN 4-04-713842-8
  6. 2007年1月10日発売 ISBN 4-04-713893-2

原作：Navel 作画：日下皓
『コンプティーク』（角川書店）2003年12月号から2006年12月号まで連載（2006年7月号は休載）。原作ゲームのコミカライズ。
- 『SHUFFLE! コミックアラカルト』（角川書店 角川コミックス・エース） ※一般作品
  1. 2004年7月8日発売 ISBN 4-04-713630-1
  2. 2005年1月9日発売 ISBN 4-04-713685-9
  3. 2005年4月7日発売 ISBN 4-04-713718-9
  4. 2005年7月8日発売 ISBN 4-04-713739-1
  5. 2005年12月10日発売 ISBN 4-04-713768-5

原作：Navel 著：コンプティーク編集部 表紙：西又葵、鈴平ひろ
原作ゲームを題材にしたオフィシャルアンソロジーコミック。
- 『SHUFFLE!』（宙出版 ミッシィコミックス） ※一般作品
  - 2004年9月25日発売 ISBN 4-7767-1289-X

原作ゲームを題材にしたアンソロジーコミック。

## 小説
- 『SHUFFLE!』（角川書店） ※一般作品
  - リシアンサス編：2004年6月8日発売 ISBN 4-04-707154-4
  - ネリネ編：2004年9月10日発売 ISBN 4-04-707160-9
  - 芙蓉楓編：2004年12月7日発売 ISBN 4-04-707167-6
  - 時雨亜沙編：2005年4月7日発売 ISBN 4-04-707179-X
  - プリムラ編：2005年7月8日発売 ISBN 4-04-707183-8
  - カレハ編：2005年10月25日発売 ISBN 4-04-707195-1
  - 麻弓＝タイム編：2006年1月10日発売 ISBN 4-04-707203-6

原作：Navel 著：小形聖史 表紙：西又葵、鈴平ひろ 挿絵：日下皓
原作ゲームを題材にしたオフィシャルキャラクターノベル。特定ヒロインと結ばれなかった場合の原作ゲーム後（9月以降）を舞台としており、各キャラクターをピックアップしながら、事実上の続き物となっている。著者自身によるオリジナル設定も多い。
- 『SHUFFLE! アンソロジー・ノベル』 (JIVE) ※一般作品
  - 2005年3月15日発売 ISBN 4-86176-047-X

原作ゲームを題材にしたオリジナルノベル5編と、巻末漫画「キャラコミ劇場」を収録。

## 関連書籍
SHUFFLE!ファーストファンブック
2004年1月22日にソフトバンクパブリッシングより発売、 <ISBN 4-7973-2649-2>。キャラクター紹介記事や各種設定資料集を掲載。付録CD-ROMには各ヒロインのメッセージ集、Windowsシステムボイス・壁紙を収録。
SHUFFLE!ビジュアルファンブック
2004年6月9日にエンターブレインより発売、Navel・TECHJIAN STYLE 著 <ISBN 4-7577-1919-1>。各種書き下ろしイラスト、スタッフメッセージ等を収録。
SHUFFLE!公式原画・設定資料集
2004年7月10日にソフトバンクパブリッシングより発売、編集：ラズベリー編集部 <ISBN 4-7973-2716-2>。イベントシーンの設定原画、裏設定集等を収録。
SHUFFLE! ON THE STAGE 公式ビジュアルガイド
2005年12月22日に角川書店より発売、 <ISBN 4-04-707202-8>。各種原画、攻略情報、スタッフ・声優対談、全楽曲の楽譜を収録。
SHUFFLE! Essence+ビジュアルファンブック
2010年12月29日のコミックマーケット79にてNavelから発売。CGや販促イラストを集めたオールカラーイラスト集。

## その他
- モバイルゲーム（ジャンルはソーシャルカードゲーム）「超嫁大戦」に参戦している。
- タイトルの「SHUFFLE」には、様々な世界のヒロインがよりどりみどり主人公のもとに集まる「ごちゃまぜ」の意味が込められている[17]。
- オープニングムービーで多用されている矢印は、tsukune. (Iris motion graphics) がこの作品を「人というベクトルの絡み合い」と解釈し、ベクトル=矢印で表現した[18]。以後スピンオフ作品も含め、作品中で矢印が多用されるようになる。
- ゲームの駅前は立川市がモデルであるが、キャラクターは全てその市内のマクドナルドで、西又葵、鈴平ひろ、アッチョリケの三名で考えられた。ちなみに、西又葵がはじめに描いたキャラクターはリシアンサスである[19]。
- 『俺たちに翼はない』では『SHUFFLE!』を元ネタとしたパロディがあったが、『SHUFFLE! Essence+』では逆に『俺たちに翼はない』を元ネタとしたパロディが随所に盛り込まれている（稟の英文翻訳のシーンなど）。
- 岡田和人の漫画『教科書にないッ!』を原作とする韓国ドラマ『I am Sam 〜アイ・アム・セム〜』で学生達が着用している制服のデザインは、本作で学生達が着用しているそれに似たものとなっている[20]。
- シルバーブリッツのトレーディングカードゲーム、Lyceeに参戦している。収録エキスパンションは、Navel1.0など。
- 2024年9月15日、代官山SPACE ODDにて『SHUFFLE!』20周年ライブイベント「Scramble!!」が開催された。出演者は、あおきさやか/伊藤美紀/後藤邑子/竹間千ノ美/荻原秀樹/橋本みゆき/ひと美/YURIA。